# Homolodromiidae

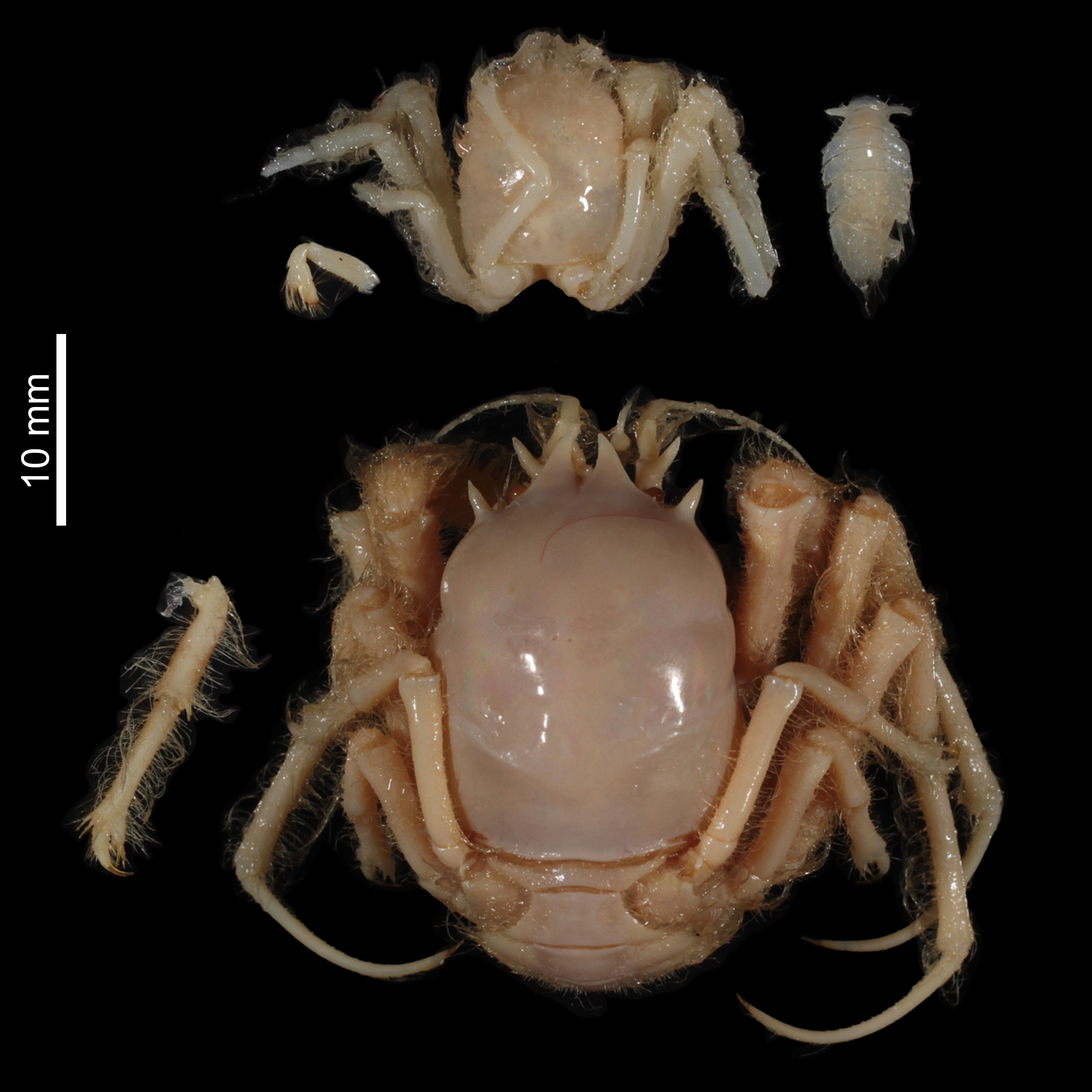
Homolodromia kai

Homolodromiidae Alcock, 1899 è una famiglia di granchi appartenenti alla sezione Podotremata. È l'unica famiglia riconosciuta nella superfamiglia Homolodromioidea Alcock, 1899. I primi reperti conosciuti risalgono al Giurassico medio, ed è una delle famiglie di granchi più antiche.

## Descrizione
Le specie viventi non sono molto diverse dai fossili di Homolodromiidae del Cretacico. Presentano uropodi vestigiali e un carapace poco calcificato, più lungo che largo; sul margine frontale sono presenti due spine rostrali, mentre sono assenti orbite oculari ben definite. Si distinguono dalla simile famiglia Homolidae grazie all'assenza di definite lineae homolicae, regioni in cui il carapace si rompe durante la muta. 

## Tassonomia
In questa famiglia sono riconosciuti due generi:
- Dicranodromia A. Milne-Edwards, 1880
- Homolodromia A. Milne-Edwards, 1880

## Distribuzione e habitat
Sono granchi diffusi in tutti gli oceani e tipici di acque profonde: vivono tra i 200 e i 1000 m di profondità. Si hanno però riscontri di specie fossili che vivevano in acque superficiali.